# Tehnici aeriene în wrestling
Tehnicile aeriene folosite în wrestling au rolul de a pune în evidență viteza și agilitatea atletului care le execută. Aceste manevre sunt efectuate de cele mai multe ori de wrestleri scunzi, rapizi, cu o greutate medie, care nu sunt capabili să execute majoritatea manevrelor care presupun utilizarea forței brute.
Există o mare varietate de tehnici aeriene în wrestling, majoritatea lor fiind cunoscute sub diferite denumiri. Acest lucru se datorează faptului că mulți dintre wrestlerii care le folosesc le redenumesc, transformându-le astfel în manevre caracteristice persoanei de care sunt executate.
Datorită faptului că aceste tehnici aeriene implică un risc ridicat, multe din promoțiile de wrestling le interzic sau le limitează folosirea. De exemplu, în cursul  anului 2005, World Wrestling Entertainment a interzis folosirea tehnicilor 450 splash și shooting star press, din pricina pericolului apariției unor accidentări.
Acest articol prezintă o listă de tehnici de wrestling aeriene, folosind numele de bază după care este cunoscută fiecăre manevră( Jeff Hardy, Swanton, Senton).

## Arm twist ropewalk chop
Această mișcare se face prin apucarea adversarului de încheietura mâinii, căruia i se  întoarce mâna, apoi urcă în capătul vârfului de mână, merge pe a treia funie și lovește adversarul pe spate sau pe gât cu mâna sau brațul. Această mișcare este cunoscută în America pentru că a fost folosită de luptătorul Undertaker, care a denumit-o Old School („școală veche”).
Alți luptători sunt cunoscuți și pentru faptul că adaugă ceva în plus mișcărilor deja cunoscute. Jinsei Shinzaki folosește o variantă în care își apucă adversarul atunci când se află la marginea exterioară a ringului și adversarul său fiind în interior; apoi, sare la a treia funie folosind încheietura adversarului pentru a se stabiliza și, odată ridicat, merge cu frânghia și săre lovind adversarul. De asemenea, Sonjay Dutt folosește o variantă în timpul căreia execută un dans pe frânghie înainte de a-l lovi pe adversar.

## Axe handle
Este, de asemenea, cunoscut sub numele de Double Axe Handle, Double Axe Handle Smash sau Sledge Hammer.
Această mișcare este efectuată prin săritul din vârful funiei cu ambele mâini unite peste cap, spre inamic, lovindu-l pe cap în piept, prefacându-se că are un topor în mâini.

## Crossbody
Această mișcare este folosită de mulți luptători, de obicei cu o greutate medie, și este, de asemenea, numită diving crossbody ( crossbody sau cross body block). Respectiva mișcare este denumită varianta ridicată a unei persoane transversale, în care un luptător sare dintr-o poziție ridicată (de obicei, butucul rotativ) la un adversar, aterizând orizontal prin torsul adversarului, forțându-l să cadă înapoi pe pânză și de obicei sfârșind într-o încercare de a acoperi.

## Diamond Dust
Această mișcare necesită un luptător într-un loc ridicat (cum ar fi a doua funie sau așezat pe stâlp) privind spre spatele adversarului, căruia îi aplică un fațet inversat. Din acea poziție, luptătorul care atacă merge înainte, dând un somersault, transformând cheia către un faelock de trei sferturi. Când ambii cad, luptătorul care îl atacă îl face să stea, determinând lovirea maxilarului adversarului pe umărul luptătorului atacant sau, dacă luptătorul atacant cade înapoi, trimite fața adversarului pe pânză, schimbând manevra într-un bulldog.

## Diving bulldog
Această mișcare este un bulldog realizat de un luptător dintr-o platformă ridicată. Un bulldog este o mișcare în care luptătorul aplică un lacăt pe capul adversarului său și sare în față, căzând cu spatele la pânză și provocând impactul feței adversarului pe pânză.

## Diving crossbody
Această mișcare este de obicei folosită de mulți luptători, de obicei de categorie ușoară și este cunoscută sub numele de diving crossbody sau cross body block, care este versiunea ridicată a crossbody. Pentru a aplica mișcarea, luptătorul se ridică într-o poziție ridicată (de obicei din vârful virajului) și apoi sare peste oponent, aterizând orizontal prin torsul adversarului, forțându-l să cadă pe pânză și, de obicei, aplicând un pinfall. Crossbody-ul cu scufundări a fost popularizat de Ricky "The Dragon" Steamboat. Există, de asemenea, o versiune cu susul în jos, numită crossbody inversă, în care luptătorul este departe de adversar înainte de a executa crossbody.

## Diving elbow drop
Un diving elbow drop este executat la lansarea dintr-un loc ridicat cu un cot ridicat, pentru a ateriza cu cotul lovind în gât, umăr sau capul unui adversar.

## Diving fist drop
Un fist drop este o mișcare în care luptătorul își aruncă pumnul pe pieptul sau capul adversarului, iar versiunea sa aeriană constă în efectuarea aceleiași mișcări, dar de pe o platformă ridicată această mișcare este folosită de Jerry "The King" Lawler.

## Diving headbutt
În această tehnică, utilizatorul sare dintr-o poziție ridicată asupra adversarului, aterizând într-un antet împotriva oricărei părți a corpului său, de obicei torsul sau abdomenul.

## Diving hurricanrana
A fost inventată de uraganul Ramirez, această mișcare este cunoscută și sub denumirea de Hurricane Diving. Ea constă în săritul din colț cu picioarele înainte, spre un adversar care se află în fața luptătorului, aterizând pe umerii adversarului, ceea ce permite aplicarea unui hurricanrana.

## Diving knee drop
Mișcare în care un luptător sare dintr-o platformă ridicată și lovește adversarul cu unul sau ambele genunchi.

## Diving leg drop
Luptătorul, situat într-o poziție ridicată, sare ridicând un picior pentru a ateriza cu el cu toată greutatea pe un luptător întins pe pânză, de obicei gâtul sau fața.

## Diving shoulder block
Luptătorul sare dintr-o poziție ridicată, își atașează brațele de corpul său și lovește umărul unui adversar cu propriul umăr, determinând adversarul să piardă echilibrul cu lovitura și să cadă la podea; și luptători precum Sheamus și Chris Masters au folosit-o ca mișcare personală.

## Diving stomp
În acest tip de tehnici, utilizatorul sare dintr-o poziție ridicată pe terenul care stă pe corpul adversarului, descărcând greutatea corpului.

## Flying clothesline
În această mișcare, utilizatorul se ridică într-o poziție ridicată, cum ar fi a treia coardă, și sare de acolo pe un adversar în picioare, întinzând brațul pentru a lovi adversarul cu el și a-l doborî. Poate fi văzută o versiune în care clothesline este înlocuit cu un lariat.

## Flying back elbow
În această mișcare, luptătorul sare dintr-o poziție ridicată (de obicei, colțul superior sau a doua coardă) și lovește un adversar care stă cu spatele cotului.

## Flying neckbreaker
Această mișcare este un decolteu aplicat de pe o platformă ridicată, apucând gâtul adversarului în aer, apoi căzând executând această tehnică.
Cea mai frecventă variație a acestei mișcări este așa-numita Flipping Neckbreaker, Blockbuster sau Over Castle. Această mișcare este un decolteu în care luptătorul atacant efectuează o somersault înainte și, în timp ce se întoarce, apucă capul adversarului, sfârșind într-un decolteu care cade. Această mișcare a fost popularizată de Buff Bagwell, care a numit-o Buff Blockbuster.

## Flying spinning heel kick
În această mișcare, luptătorul sare dintr-un loc înalt și lovește adversarul cu o lovitură de călcâie în aer.

## Flying thrust kick
Această mișcare se face atunci când un luptător sare dintr-o poziție ridicată pentru a-și lovi adversarul cu o lovitură de tracțiune în aer. „Gentleman” Chris Adams a inventat această mișcare la sfârșitul anilor 80, numind-o „flying superkick”.

## Frankensteiner
Este vorba despre o hurricanrana executată unui adversar așezat în colț. Cu picioarele luptătorului care atacă aplicând foarfeca în jurul capului adversarului în timp ce se înfruntă unul pe celălalt, luptătorul execută un backflip pentru a pivota prin picioarele deschise ale adversarului, trăgând oponentul într-o somersault forțată la distanță. către luptătorul adversar, care aterizează pe spatele său. Numele Frankensteiner vine de la Scott Steiner, care a popularizat mișcarea din Statele Unite.

## Moonsault
Moonsault este o mișcare în care executantul execută un backflip și lovește adversarul cu corpul. Amonamentul de bază este efectuat din vârful unei platforme ridicate către un adversar care se află pe pânză, dar există diferite variații. Această mișcare a fost inovată de Keiji Mutoh și popularizată de Lita.

## Missile dropkick
Un missile dropkick este un dropkick făcută dintr-o poziție ridicată, mai frecvent a treia funie de vârf de rotație, există un alt mod în care luptătorul își îndoaie genunchii înainte de a lovi cu piciorul în pieptul sau fața adversarului.

## Plancha
Numit din punct de vedere tehnic suicide slingshot crossbody, în această tehnică un luptător apucă a treia funie pentru a se propulsa peste ea din ring și a cădea pe un adversar situat în exterior, ca o formă de suicide dive. În lupta mexicană, această mișcare se numește pește, în timp ce termenul plancha este cel mai utilizat în America de Nord.

## Senton
Un senton este similar cu un splash. Cu toate acestea, în loc să lovească stomacul, luptătorul aterizează cu spatele la adversar.

### 630° senton
Luptătorul face un senton, întorcând 630º înainte înainte de a cădea, adică o rotație completă (360º) urmată de o somersault înainte (270º), în cele din urmă căzând cu spatele la un adversar care se află în ring. A fost popularizat de Jack Evans, care l-a folosit ca mișcare finală.

#### Corkscrew 630° senton
Luptătorul, privind în direcția opusă inelului și stând în colțul superior, efectuează o rotație orizontală a corpului său cu 180 ° în aer, înainte de a face o senzație normală de 630 ° pe un adversar care se află în inel. Această mișcare este făcută de Jack Evans și Ricochet în WWE.

### Moonsault senton
În această tehnică, utilizatorul urcă în colț uitându-se din ring și sare înapoi, întorcându-și corpul în aer înainte de a ateriza cu spatele la adversar. Această mișcare a fost inovată în Japonia de MIKAMI.

### Diving seated senton
În această mișcare, cunoscută în Mexic ca La Silla, utilizatorul sare dintr-un loc ridicat pentru a ateriza așezat pe umerii unui adversar care stă în direcția sa, forțându-l să cadă pe spate cu utilizatorul deasupra într-o poziție similară cu broasca.

#### Diving somersault senton
Se execută atunci când un luptător sare dintr-o poziție ridicată dând un viraj de 360 °, culcat la un adversar mințit. Este foarte asemănătoare cu „High-angle senton bomb” doar că nu are un impact mare fiind mai simplă și mai rapidă.

#### Diving somersault seated senton
Se execută atunci când un luptător sare dintr-o poziție ridicată, facând o piruetă pe față, înainte de aterizarea pe umerii unui adversar, care stă în picioare. Aceasta obligă adversarul să se prăbușească pe ring. Numele acestei mișcări a fost dat de Molly Holly, care a inventat atacul ca Molly-Go-Round și copiat de Kelly Kelly.

### Senton bomb
În această variație a sentonului, luptătorul va sări dintr-o poziție ridicată, aruncând înainte, înainte de a cădea cu spatele la un adversar. Această mișcare a fost inovată de Lanny Poffo.

#### High-angle senton bomb
În această variantă a bombei senton, utilizatorul urcă spre a treia coardă și sare de pe ea, zburând peste ring și, chiar înainte de a ateriza pe adversar, întoarce somersault-ul înainte să cadă cu spatele, grăbindu-se până la sfârșit înainte de a efectua flipul. Această mișcare, considerată mult mai periculoasă decât senton bomb normal, a fost inovată de Marele Sasuke din Japonia și de Super Nova din Statele Unite, nefiind popularizată până la ani mai târziu de Jeff Hardy și MIKAMI.

#### Imploding senton bomb
Această mișcare este o variație a imploding 450º splash. Se execută atunci când un luptător, în vârful colțului și privind în direcția opusă ringului, sare înapoi pentru a aplica o bombă senton (orientată spre colț, în direcția opusă celei normale) pe un adversar care se află în ring. Această mișcare este, de asemenea, numită reverse shooting star press.

### Shooting star senton
Luptătorul sare înainte într-un loc ridicat și contractă picioarele împotriva corpului său, executând o rotație completă înapoi în zbor, înainte de aterizarea cu spatele la adversar. Această mișcare a fost creată și popularizată de Yoshitsune în 2005 sub numele de Shura.

## Shiranui
În această mișcare, numită din punct de vedere tehnic springboard backflip three-quarter facelock falling inverted DDT, utilizatorul apucă capul unui adversar în spatele lui peste umăr, aleargă spre corzi (sau orice altă suprafață în trepte) și sare pe ele pentru a merge pe verticală în sus pe corzi; La atingerea vârfului, utilizatorul sare pentru a-și ridica corpul într-o poziție verticală, apucând totuși adversarul și continuă rotația să cadă cu fața la pământ, trăgând adversarul în spatele său și căzându-l pe acesta din urmă peste gât.

## Splash
În acest tip de tehnici, numită și presă, un luptător sare dintr-o poziție ridicată până la aterizarea cu stomacul sau pieptul pe stomacul adversarului, de obicei perpendicular pe el.
Versiunea de bază, numită diving splash, este atunci când un luptător sare din colț într-o cale dreaptă pentru a ateriza pe adversarul său în modul menționat mai sus. Această variantă a fost inovată de Jimmy "The Superfly" Snuka sub numele de Superfly Splash, devenind una dintre primele și cele mai populare mișcări aeriene din istoria luptei profesionale.

### Corkscrew splash
Utilizatorul se ridică într-o poziție ridicată pentru a sari în față și, rotind 360° pe orizontală, la sine, ateriza pe adversar. Această tehnică poate fi realizată în 2 moduri: privind în față și rotirea cu 180° pe orizontală sau, cum ar fi un Rounding moonsault, deci chiar dacă arată similar, nu sunt aceleași.

### 450° splash
În această tehnică, luptătorul sare dintr-o poziție ridicată, dând o piruetă frontală completă pentru a ateriza cu stomacul pe cel al rivalului. Această mișcare a fost inovată de 2 Cold Scorpio din Statele Unite, sub numele de Scorpio Splash și popularizată în Japonia de Hayabusa sub numele de Firebird Splash.

#### Corkscrew 450° splash
Inovat de Hayabusa sub numele de Phoenix Splash, în această mișcare, luptătorul se ridică într-o poziție ridicată, cu spatele la ring. Apoi, el sare înapoi, descriind un arc în aer și, la atingerea vârfului parabolei, își rotește corpul cu 180 ° până când se îndreaptă din nou în ring, apoi execută racleta din față a stropului de 450 ° pentru a ateriza pe adversarul tău Această tehnică implică o complexitate mai mare a mișcării decât varianta inițială a splash-ului de 450 ° datorită rotației suplimentare și a trebuit să sară înapoi către adversar, dar permite atingerea unui unghi mai mare de cădere.

#### Imploding 450° splash
Luptătorul stă pe o poziție ridicată, privește din inel și întoarce spatele la un adversar întins pe podea. În acel moment, utilizatorul sare înapoi, oferind în același timp o somersault frontală pentru a ateriza cu stomacul pe adversar. Această tehnică este, din punct de vedere tehnic, un 450° splash care arată în direcția opusă și a fost popularizată de The Blazer este folosită în prezent de luptătorul din WWE Mustafa Ali în 205 live, redenumită 054 (450 invers).

### Corner slingshot splash
Luptătorul care atacă plasează adversarul întins pe spate lângă colțul ringului, urcă pe a doua coardă și o apucă pe a treia. Din acea poziție, luptătorul sare cât se poate de sus, fără a elibera coarda superioară, rămânând orizontal în aer înainte de a elibera și a exzecuta o traiectorie în jos pe spate și ateriza pe adversar. Această tehnică a fost popularizată de Big Van Vader sub numele de Vader Bomb.

### Frog splash
În această mișcare, luptătorul care atacă sare dintr-un loc ridicat spre adversar, întinzând brațele și picioarele în aer, apoi le contractă împotriva pieptului și le întinde din nou înainte de impact, toate într-o secvență fluidă. Această tehnică a fost inovată și numită de Eddie Guerrero.

### Shooting star press
În această mișcare, utilizatorul sare dintr-o poziție ridicată, apăsând genunchii împotriva pieptului pentru a se întoarce înapoi, eliberând apoi genunchii și extinzând corpul înainte de aterizarea pe adversar. Această tehnică a fost inovată de Jushin Liger după ce a văzut o mișcare similară în manga Fist of the North Star.

#### Corkscrew shooting star press
În această mișcare, luptătorul sare în față dintr-un loc ridicat, dând o piruetă înapoi prin contractarea genunchilor împotriva pieptului în timp ce face o rotire de 360 ° pe axa sa, apoi se extinde spre aterizarea adversarului.

## Mișcări de tranziție
Unele mișcări nu sunt destinate să deterioreze, să forțeze să se predea sau să câștige lupta împotriva unui adversar. Aceste mișcări se numesc mișcări de tranziție și sunt utilizate ca prefixe ale unei mișcări, pentru a indica faptul că această condiție este îndeplinită.

### Corkscrew
Este atunci când un luptător face o rotire de 360 ° a corpului său pe orizontală, în momentul în care execută o altă mișcare a aerului. Exemple clare de acest tip de mișcare pot fi corkscrew elbow drop, corkscrew moonsault sau corkscrew senton.

### Grounding
Luptătorul sare dintr-un loc ridicat spre un adversar în picioare, determinând oponentul să cadă în genunchi, cu capul între picioarele luptătorului care atacă, care se încadrează în picioare. Această mișcare este de obicei folosită pentru a realiza ulterior un powerbomb.